# Lista de personagens de Les Schtroumpfs
A seguir se apresenta a lista de personagens de Les Schtroumpfs, uma franquia de mídia (nomeada como Os Duendes Strunfs e Os Smurfs no Brasil e, em Portugal, Os Estrumpfes no original em francês), criada por Peyo. A história se passa em uma vila localizada no meio de uma floresta na era medieval e nela vivem criaturas pequenas que se autonomeiam Schtroumpfs.
Primeiramente os Schtroumpfs apareceram como coadjuvantes na história em quadrinhos La Flûte à Six Trous, de Johan e Peewit, e a personagem que houve mais destaque foi o líder da aldeia, Papai Smurf. Devido ao sucesso das novas criaturas, surgiram a própria série de histórias em quadrinhos e, assim, a medida que foram aparecendo novas histórias, cada Smurf foi aparecendo com suas próprias personalidades e características.
Nas primeiras histórias em quadrinhos, que eram um conjunto de mininarrativas, surgem os primeiros Schtroumpfs que ganharam características próprias. Também, a medida do tempo, vai-se adicionando mais Schtroumpfs dentro da história.

## Os Schtroumpfs
Os Schtroumpfs podem ser considerados as personagens principais da franquia. Apesar dessa consideração alguns recebem mais destaque do que outros, que no geral fazem participação em somente uma história ou como coadjuvante, no caso de um filme.
- Papai ou Grande Smurf (Grand Schtroumpf no original em francês) é o chefe da vila dos Schtroumpfs. Ele guia e orienta os Schtroumpfs visando a solução dos problemas. É um do que possuem mais idade do que os demais, juntamente com Vovô e Vovó; caracterizado por vestir a roupas tradicionais dos Schtroumpfs na cor vermelha e de ser um grande alquimista.

- Smurfette, Estrumpfina ou Smurfina (Schtroumpfette no original em francês)[6], criada por Gargamel com objetivo original de caçar os Schtroumpfs, é uma das poucas Schtroumpfs femininas da vila. Ela ajuda nas atividades da vila e é cobiçada por praticamente todos os Schtroumpfs masculinos da vila. Caracterizada por usar vestido branco e gostar de flores.[7]

- Gênio ou Óculos (Schtroumpf à Lunettes no original em francês) é um Smurf estudioso e leitor, aprendiz do Papai Smurf. Também é a origem de atitudes desagradáveis como contestar, corrigir e mandar nos outros, levando os outros darem marretadas nele ou o expulsá-lo de onde está. Caracterizado por usar os óculos e comumente ser encontrado segurando ou lendo um livro.

- Robusto (Schtroumpf Costaud no original em francês) é um Smurf que possui uma força extraordinária. Comumente pode vê-lo fazendo trabalhos pesados. Caracterizado por possuir tatuagem de coração flechado e de gostar de exercitar-se.

- Joca (Schtroumpf Farceur no original em francês) é o brincalhão da aldeia. Comumente ele distribui presentes explosivos dizendo às vitimas "Surpresa", mas realiza outras "brincadeiras", como pintar-se de roxo/preto para assustar os Schtroumpfs (essa cor simboliza uma epidemia que aconteceu no quadrinho Les Schtroumpfs noirs, traduzido no Brasil como Os Strunfs Pretos e em Portugal como Os Estrumpfes Pretos).[8] Normalmente a vítima de suas brincadeiras é o Gênio. Caracterizado pela sua risada e, normalmente, carregar um presente nas mãos.

- Ranzinza ou Resmungão (Schtroumpf Grognon no original em francês) é um Smurf misantropo resmungão, apesar de não ser assim sempre. Ele quase sempre é visto emburrado e raramente sorri. Nos quadrinhos, tornou-se em um ranzinza por ser picado pela mosca que torna os Schtroumpfs Roxo/Preto. No desenho animado, ele já é um resmungão desde sempre. No filme, ele é assim por ser inseguro. Caracterizado por seu bordão "Eu odeio (o assunto discutido)".

- Desastrado ou Trapalhão (Schtroumpf Maladroit no original em francês) é um Smurf marcado por sua capacidade extraordinária de ser desajeitado e trapalhão, geralmente tropeçando em objetos que estão no chão e atrapalhando o cotidiano dos Schtroumpfs. Tenta sempre ajudar no que é possível, normalmente, o Gênio. Caracterizado por ser aquele que cai toda hora e atrapalha, mesmo querendo ajudar, estragando as coisas em tombos; no desenho animado, usa roupas largas e tem sotaque variado do sudeste estadunidense (na dublagem original).

- Fominha (Schtroumpf Gourmand no original em francês) é um Smurf que gosta de comer de tudo, principalmente doces. Caracterizado por usar um lenço no pescoço; no filme por ser visivelmente fora do peso. Fominha também pode se referir a um Smurf que igual ao Fominha normal, gosta de comer de tudo e tudo, mas também cozinha, algo que o Fominha original não faz, o que faz ser uma união do personagens Fominha e Chef. Caracterizado por vestir, além do lenço, um barrete em forma de chapéu de cozinheiro.

- Vaidoso (Schtroumpf Coquet no original em francês) é um Smurf narcisista. Caracterizado por possuir uma flor no seu barrete e quase sempre segura um espelho para admirar-se.

- Habilidoso (Schtroumpf Bricoleur no original em francês) é o Smurf faz-tudo. Ele é quem conserta e cria tudo na vila. É o criador do Clockwork Smurf e Clockwork Smurfette (Schtroumpfs robôs). Caracterizado por usar um lápis na sua orelha e usar um macacão e, em ação, por vezes, uma viseira.

- Pintor (Schtroumpf Peintre no original em francês) é um grande e ativo pintor e famoso por suas pinturas e esculturas. Está sempre a falar com um sotaque francês. Caracteriza por estar quase sempre pintando ou esculpindo e por vestir uma jaqueta vermelha com uma gravata preta.

- Harmonia (Schtroumpf Musicien no original em francês) é um músico que adora sua trombeta, embora que na hora de tocar demonstre sua falta de harmonia, não tocando bem. Caracterizado por carregar sua trombeta.

- Bebê (Bebe Schtroumpf no original em francês) é um Smurf bebê que foi trazido durante a lua azul por um cegonha. Possui poderes mágicos na versão animada.

- Natural ou Nat (Schtroumpf Nature no original em francês) teve sua idade revertida em um acidente, transformando-se em Smurfinho (Smurf criança no original em francês). Veste-se com um macacão marrom claro, chapéu de palha e não usa calçado algum. Caracteriza-se por conseguir falar com animais e amar tudo relacionado com a natureza e meio ambiente.

- Esperto (Schtroumpf Colérique no original em francês) teve sua idade revertida em um acidente, transformando-se em Smurfinho. Veste-se com uma camiseta amarela com uma imagem de uma nuvem trovejando. Caracterizado por uma disposição impulsiva.

- Preguiçoso(Schtroumpf Mollasson no original em francês) teve sua idade revertida em um acidente, transformando-se em Smurfinho. Veste-se com uma camiseta vermelha. Caracterizado por não ser muito entusiasmado e, por vezes, ficar relaxado com olhos semicerrados.

- Sassette foi criada pelos Smurfinhos para servir como irmã da Smurfette; é uma Smurfinha. Veste-se com um macacão rosa. Caracterizada por brincar com coisas de menino, apesar de perder essa característica com o tempo, e de chamar o Papai Smurf de "Papi" e Gargamel de "Papi Gargamel".

- Vovô (Vieux Schtroumpf no original em francês) retornou à vila após cem anos de abstinência. Veste-se com roupas amarelas, óculos e possui uma longa barba branca e uma bengala. Apesar de sua idade, é caracterizado por ser aventureiro, andando em seu balão mágico.

- Selvagem (Schtroumpf Sauvage no original em francês), perdido ainda bebê durante uma tempestade, foi criado por uma família de esquilos. Veste-se com roupas feitas de folhas. Caracterizado por viver no ambiente selvagem e socorrer animais em perigo.

- Vovó (Mémé Schtroumpf no original em francês) é salva pelos Schtroumpfs após de viver aprisionada por séculos em um castelo amaldiçoado e foi viver na vila junto com seu bichinho, o Smoogle.

- Vexy (Vexy Schtroumpf no original em francês) foi criada por Gargamel para que pudesse extrair a essência dela, que não foi realizado por não ser originalmente um Smurf. Como seu irmão Hackus, transformou-se em um Smurf graças a mesma poção que foi usado na Smurfette.

- Hackus foi criado por Gargamel para que pudesse extrair a essência dele, que não foi realizado por não ser originalmente um Smurf. Como sua irmã Vexy, tranformou-se em um Smurf graças a mesma poção que foi usado na Smurfette.

## Antagonistas
- Gargamel, também chamado nas primeiras publicações brasileiras como Gargamela ,[1] é um humano que vive nos arredores da aldeia dos Schtroumpfs junto a seu gato Cruel. O feiticeiro persegue os Schtroumpfs. A intenção de Gargamel com os Schtroumpfs varia, pode ser: transformá-los em ouro ou pedra filosofal, comê-los ou extrair sua essência. Embora Gargamel já tenha capturado Schtroumpfs e os tenha levado à sua casa inúmeras vezes, ele jamais conseguiu matar nenhum. Ele também não conhece a localização da vila dos Schtroumpfs, fato que constantemente o frustra (algumas vezes, até conseguiu descobrir, mas esquecia o caminho no original em francês). Embora, assim como o Papai Smurf, sua principal atividade seja a alquimia, seu conhecimento não é tão apurado ou aprofundado quando o do líder dos Schtroumpfs. Enquanto no caso do Papai Smurf, erros e acidentes nos experimentos sejam raras exceções, no caso de Gargamel, são a regra. Muito raramente algum experimento resulta 100% correto, quase sempre há falhas e o resultado não sai como o esperado pelo feiticeiro.

- Azrael (em Portugal) ou Cruel (no Brasil) é o gato e companheiro fiel do feiticeiro Gargamel.